# Trévoux
Trévoux is een gemeente in het Franse departement Ain (regio Auvergne-Rhône-Alpes). De plaats maakt deel uit van het arrondissement Bourg-en-Bresse. Trévoux telde op 1 januari 2022 6.931 inwoners.

## Geschiedenis

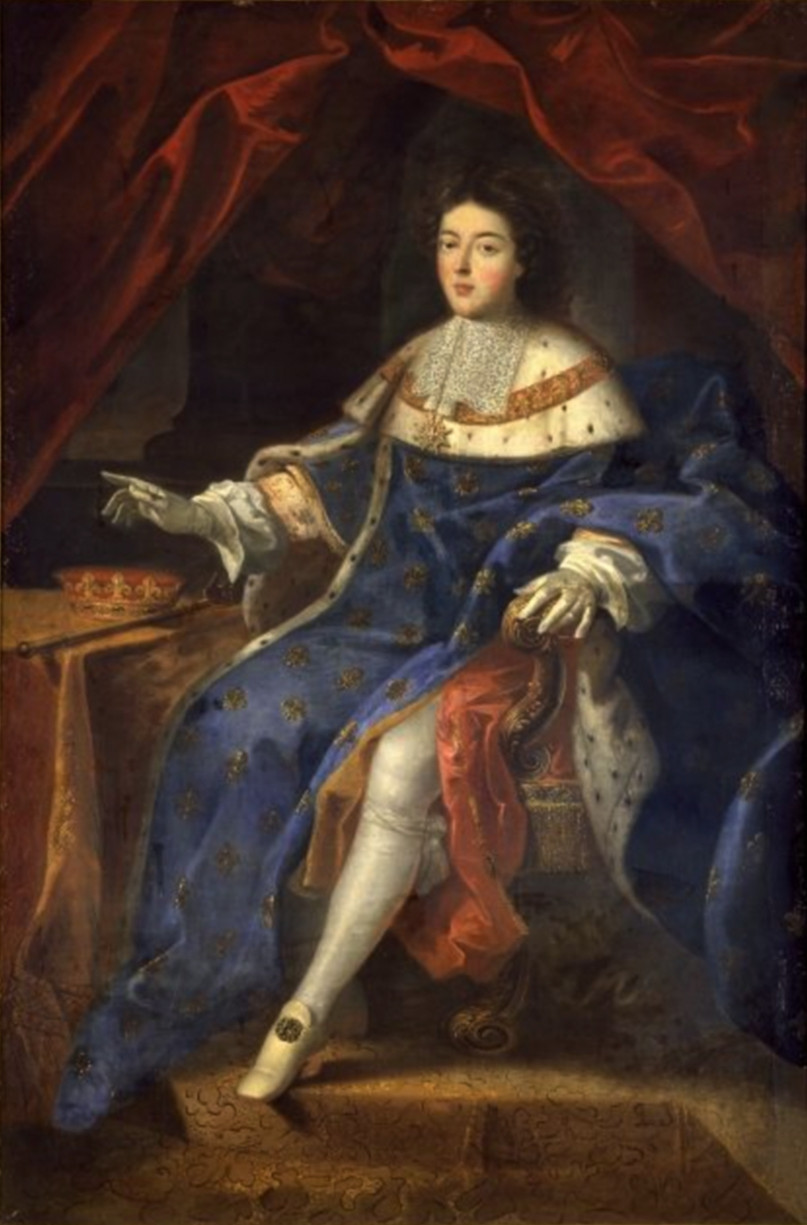
Lodewijk August van Bourbon, prins van Dombes

De machtige heren van Thoire en Villars bouwden aan het einde van de 13e eeuw een burcht in Trévoux om het verkeer op de Saône te controleren en er tol te heffen. De donjon van het kasteel was 28 meter hoog. Trévoux kreeg een stadsmuur met daarin vier poorten: Porte de Lyon, Porte de la Saône, Porte de Saint Bernard en Porte de Villars.
Trévoux is de historische hoofdstad van het vorstendom Dombes. In de 15e eeuw kwam Dombes in handen van de hertogen van Bourbon. Zij maakten Dombes een onafhankelijk prinsdom. In 1696 werd het Parlement van Dombes overgebracht van Lyon naar Trévoux. Lodewijk August van Bourbon verplichtte de raadsleden te verblijven in Trévoux en zij bouwden er rijke residenties. In 1762 werd Dombes aangehecht bij Frankrijk en het Parlement werd in 1771 opgeheven.
In de 19e eeuw ontstond er industrie in Trévoux. Het ging met name om de productie van matrijzen om metalen kabels te produceren. Na de Tweede Wereldoorlog verdween deze productie grotendeels naar Azië. Tussen 1899 en 1938 reed er een stoomtram langsheen de Saône tussen Saint-Trivier-de-Courtes en Trévoux.

## Bezienswaardigheden
- Kasteel met zijn achthoekige donjon. Na de Franse revolutie werd de bovenbouw van de donjon afgebroken en deze is nu 16 meter hoog.
- Porte de Villars (stadspoort)
- Hôpital Montpensier met een historische apotheek
- Parlement de Dombes

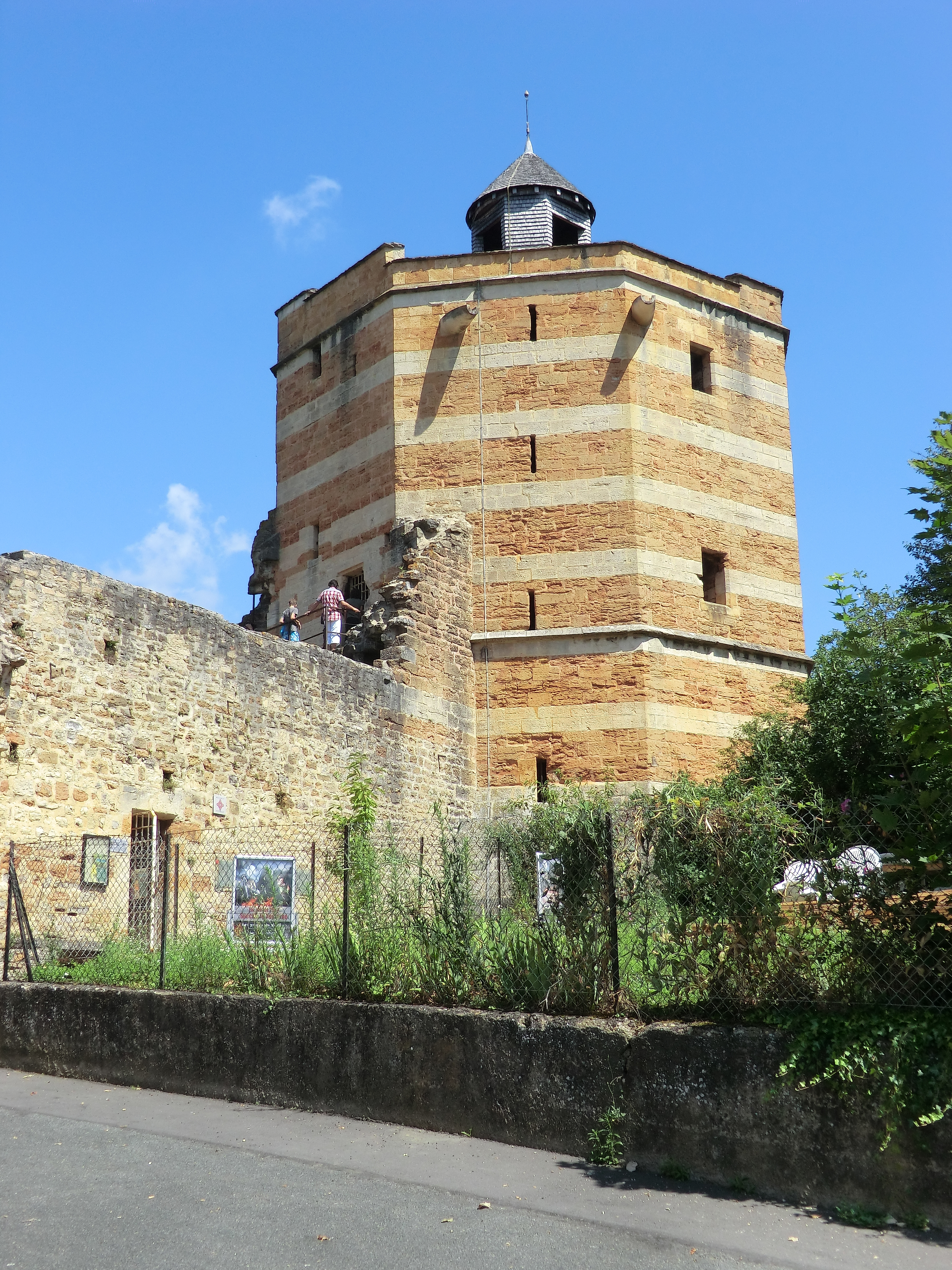
Donjon
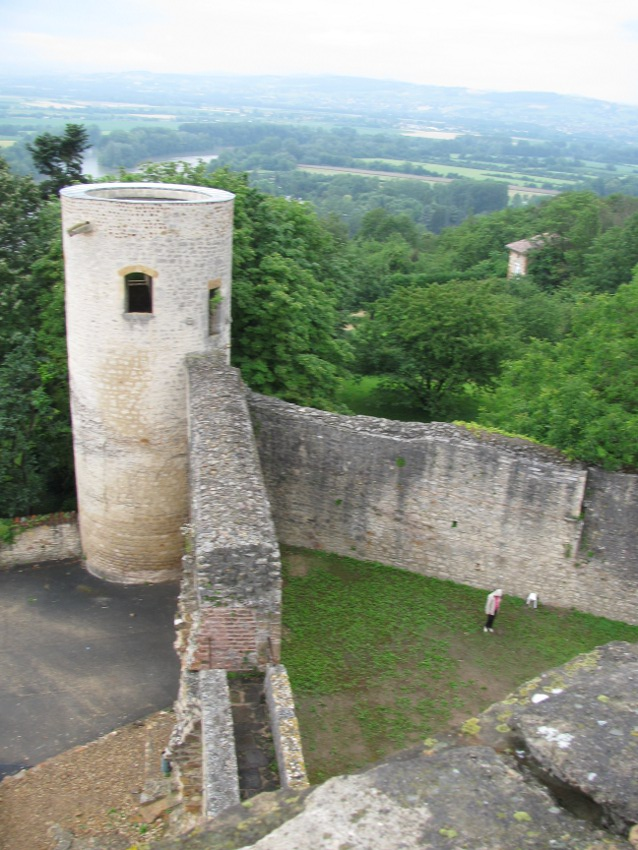
Kasteelruïne
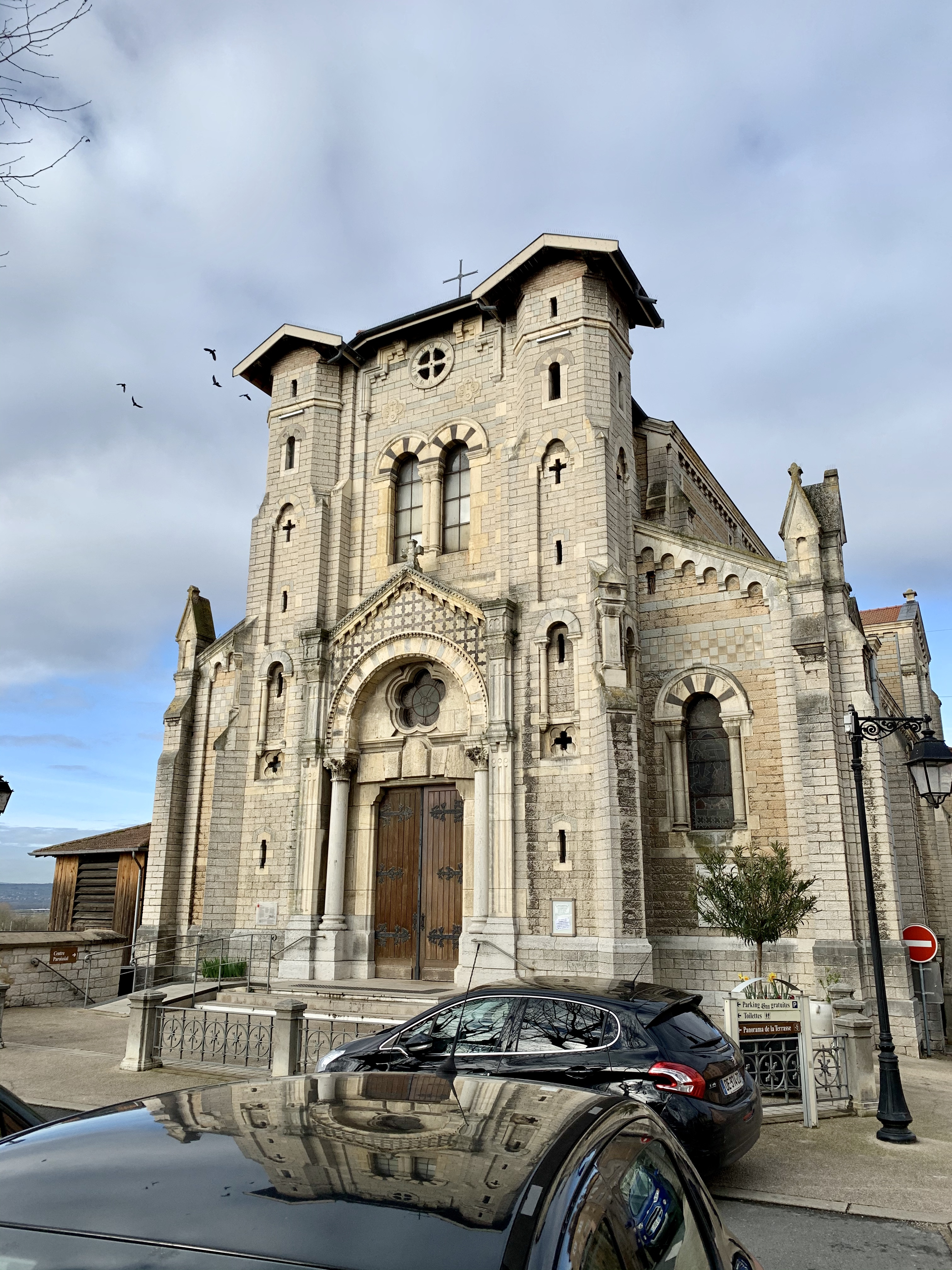
Kerk Saint-Symphorien
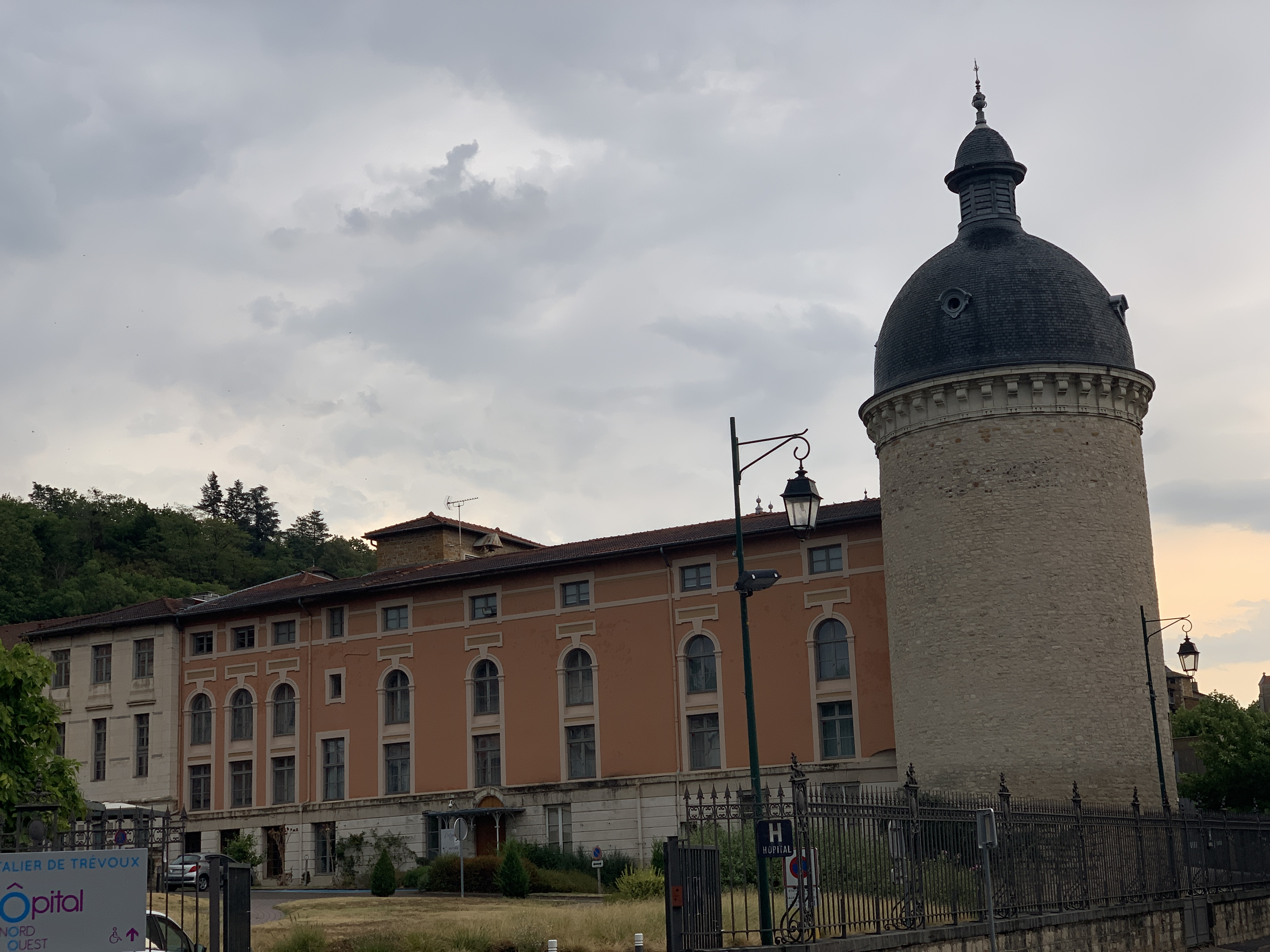
Hôpital Montpensier
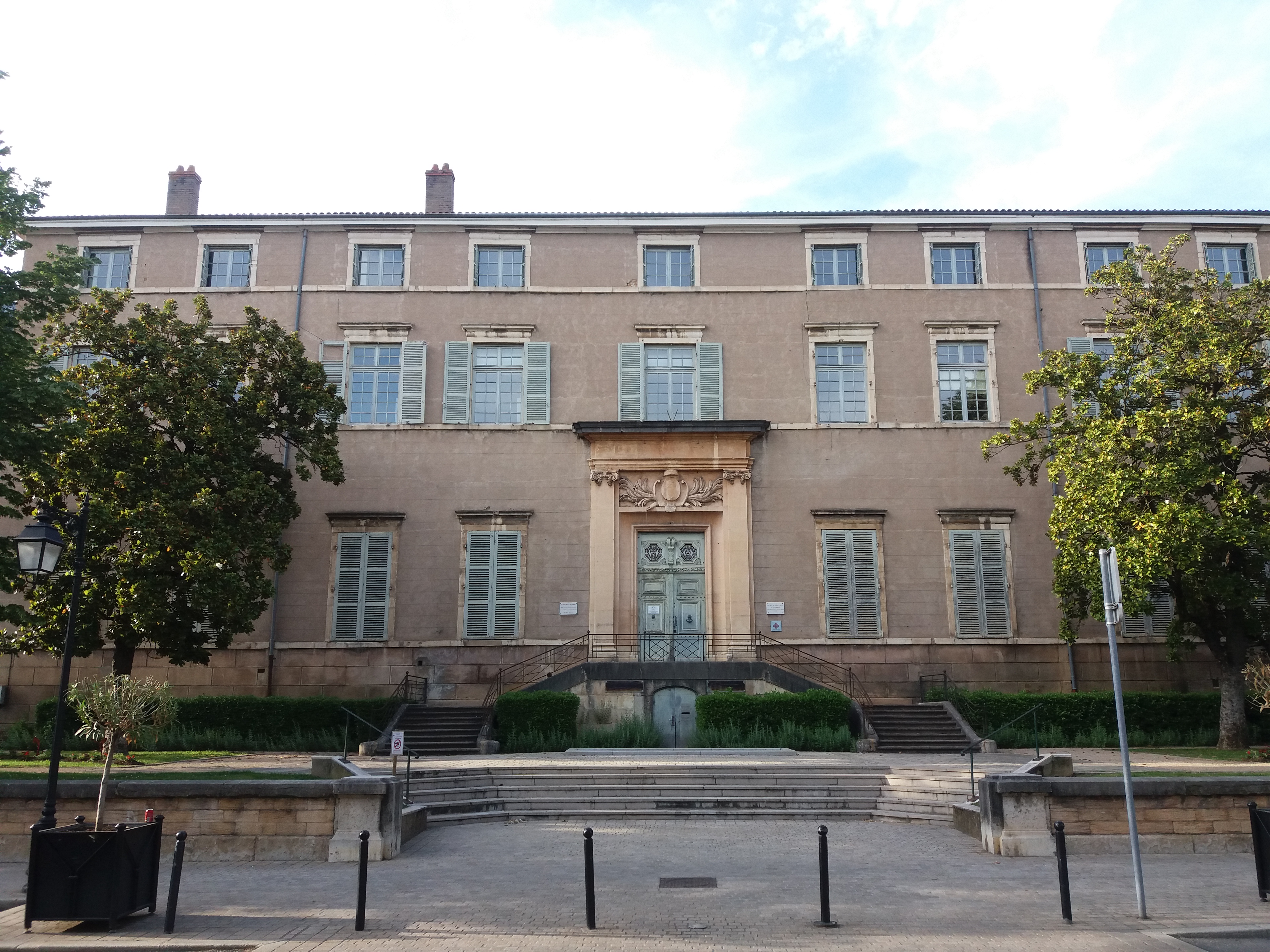
Parlement de Dombes
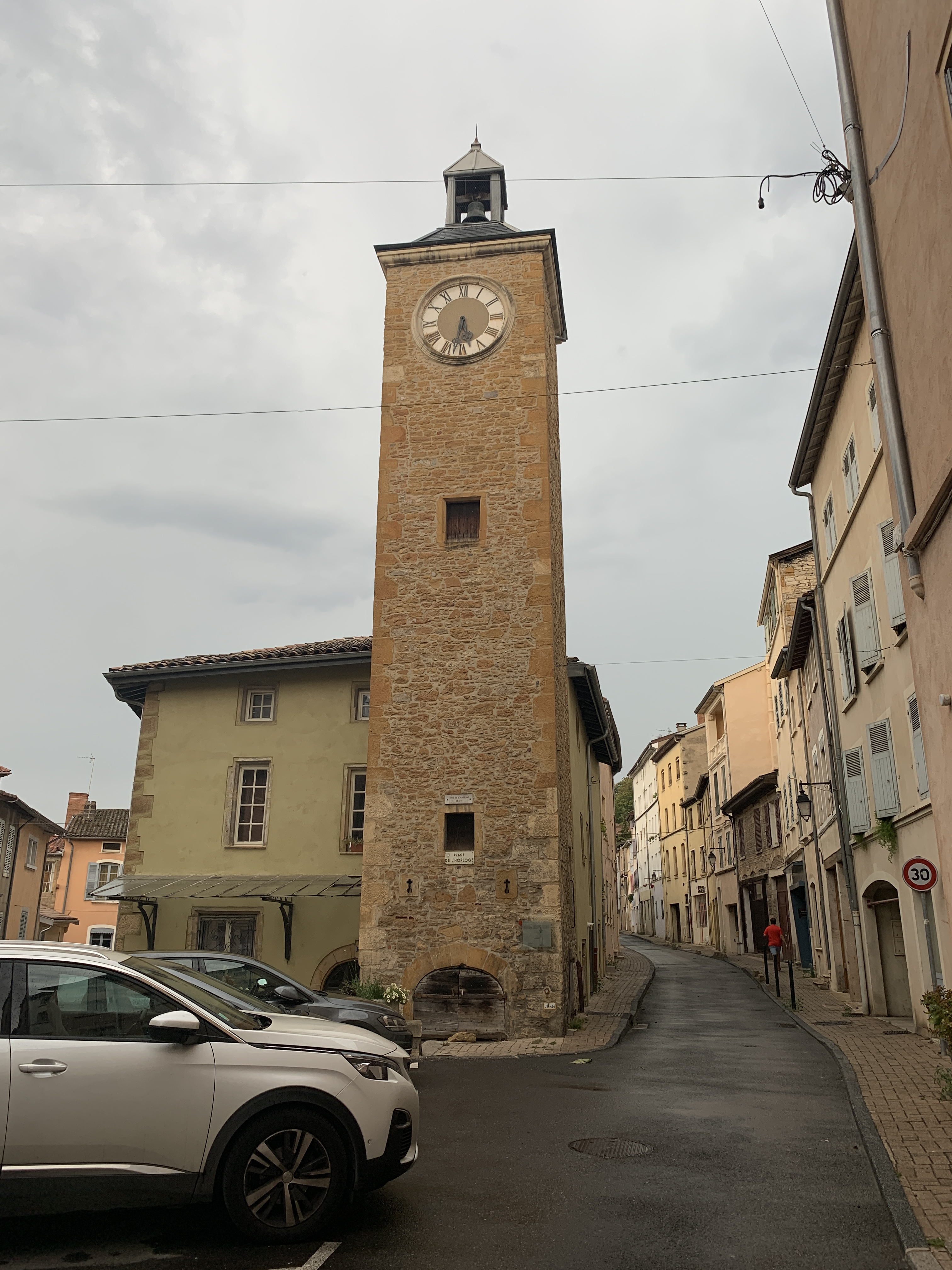
Tour de l'Horloge

## Geografie
De oppervlakte van Trévoux bedroeg op 1 januari 2022 5,71 vierkante kilometer; de bevolkingsdichtheid was toen 1.213,8 inwoners per km². De gemeente ligt op de linkeroever van de Saône.
De onderstaande kaart toont de ligging van Trévoux met de belangrijkste infrastructuur en aangrenzende gemeenten.

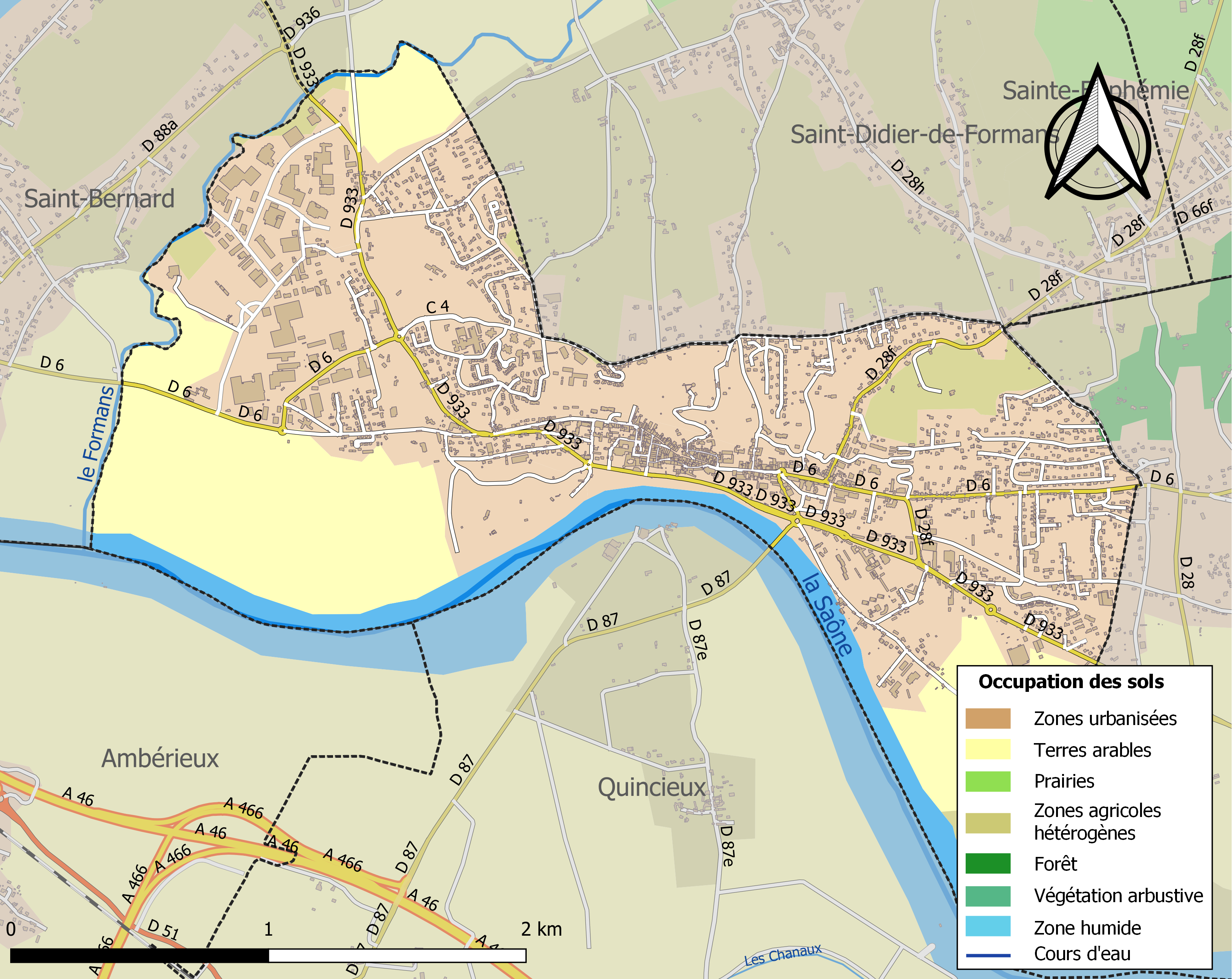

## Demografie
Onderstaande figuur toont het verloop van het inwonertal (bron: INSEE-tellingen).
Vanwege een beveiligingsprobleem met de MediaWiki Graph-software is het momenteel niet mogelijk deze grafiek weer te geven. Zodra de software is bijgewerkt zal de grafiek vanzelf weer zichtbaar worden.